# Paula León
Paula León Breña (Navalmoral de la mata, Cáceres, 23 de enero de 2001), es una futbolista española que juega como delantera en el Madrid CF de primera división.

## Trayectoria

### Inicios
Comienza a jugar al fútbol con 6 años en la Escuela de Fútbol de Talayuela. Con 11 años se incorpora a la Escuela Morala de Fútbol, donde por primera vez juega con un equipo totalmente femenino, pero en una liga donde el resto de equipos eran masculinos. En mayo de 2013 es convocada por la Selección Extremeña Sub-12 para jugar el Campeonato de España Sub-12. Tras pasar la fase de grupos invictas, ganaron en la tanda de penaltis a Cataluña en cuartos y a Islas Baleares en semifinales. En la final la suerte no les acompañó y cayeron, también en penaltis, ante Madrid. A pesar de ello, Paula León brilló con luz propia al ser la máxima goleadora del torneo con 14 goles. Su gran actuación le sirve para fichar por el Santa Teresa CD Sub-14 para disputar la prestigosa "Donosti Cup" en San Sebastián. Dos empates y una victoria fueron suficientes para que quedaran líderes de un grupo en el que se encontraban Intxaurdi KE, Mount Pleasant y Bélgica Girls. En octavos endosaron un 5-0 al Yuwa India y en cuartos 1-3 al Añorga KKE. En las semifinales les esperaba nada menos que el Club Atlético de Madrid. Dicen que en los partidos importantes aparecen los futbolistas importantes, y así fue, un doblete de Paula permitió al club pacense llegar a la final ante el Northwest United FC. El conjunto estadounidense se alzó con el trofeo de campeón tras vencer por 0-2. El gran campeonato de Paula no pasa desapercibido, lo que hace que se fije en ella el CF Femenino Cáceres.

### CFF Cáceres
Con 13 años, en diciembre de 2014 es convocada por la Selección Extremeña Sub-16 para disputar la primera fase del Campeonato de España Sub-16 celebrada en Sant Joan Despí; y en mayo de 2015 para jugar la segunda fase en Gijón donde cayeron eliminadas. Posteriormente consigue proclamarse segunda máxima goleadora, ahora ya sí, en una competición cien por cien femenina, con 18 goles, lo que permite a su equipo, el CFF Cáceres, quedar líderes y disputar la fase final. En cuartos de final les toca el Santa Teresa CD B, un gol de Paula en la ida y dos en la vuelta, le sirven al equipo cacereño para clasificarse a las semifinales. Y hasta ahí llegaron, ya que la EF Peña El Valle les endosó un contundente 8-3 en el global que le cayó como un jarro de agua fría al equipo de Ernesto Sánchez. 
La gran temporada de la joven talayuelana le abre las puertas de la Selección Extremeña Sub-14 para disputar el V Torneo Internacional "Women's Cup Ciudad de Badajoz". Tras vencer al Sporting Club de Huelva por 0-8 en la fase de grupos, al CD Salamanca 2-0 en cuartos de final y al CD Amigos 80 CF 2-1 en las semifinales, se enfrentaron al Oviedo Moderno CF en la final. El encuentro finalizó 2-2, y fueron los penaltis los que dieron la victoria a las extremeñas.
En la temporada 2015-16, la jugadora talayuelana debutaba con el primer equipo en partido oficial, disputando la primera edición de la Copa FEXF Femenina, llegando hasta semifinales. Finalizado el torneo copero, Paula volvió a su equipo, con 12 goles quedó, de nuevo, segunda en la clasificación de goleadoras. Acabaron líderes de su grupo, y su primer rival en la fase final fue el CDF Badajoz B, al que golearon 3-0 en los dos partidos. A la semana siguiente disputaron la semifinal ante el CP Moraleja Cahersa, Paula abrió la lata y finalmente ganaron 2-1. No habían pasado 48 horas, y ya estaban disputando la final ante su verdugo de la temporada pasada, la EF Peña El Valle. Dos goles en la segunda parte valieron al CF Femenino Cáceres para proclamarse Campeón Autonómico. En diciembre de 2015 es llamada por la Selección Extremeña Sub-16 para disputar el Campeonato de España Sub-16, siendo eliminadas en la segunda fase. Sin embargo, Toña Is la convoca en enero de 2016 para realizar varios entrenamientos con la Selección Española Sub-16 en la Ciudad del Futbol de Las Rozas, dándole continuidad en los meses de marzo y abril al ser de nuevo seleccionada.
Tras firmar dos grandes temporadas en el filial, sube al primer equipo. Debuta en Primera Federación el 9 de octubre de 2016 en Sevilla ante CD Híspalis. Era un año importante para la talayuelana, ya que era su primera campaña en una categoría nacional. Finalmente quedaron clasificadas en una tranquila séptima posición, y al igual que el año anterior, llegaron a las semifinales de la Copa FEXF Femenina.

### Santa Teresa CD
El 30 de agosto de 2017, el Santa Teresa Club Deportivo, oficiaría el fichaje de la jugadora extremeña. A principios de septiembre se enfunda de nuevo la camiseta del conjunto pacense, y el día 10 ya es convocada por el primer equipo para viajar a la Ciudad Deportiva de Paterna. Pero su debut en Primera División no llegaría hasta el 28 de octubre de 2017. Fue en el partido que las enfrentó al Real Betis, Paula con el 25 a la espalda jugó de titular, y se convirtió en la cuarta futbolista nacida en la comarca del Campo Arañuelo en debutar en la máxima categoría del fútbol femenino, tras Celia Castillo, Nerea Agüero y Marisa García. Los 78 minutos que jugó sobre El Vivero de Badajoz no le pesaron para nada, ya que al día siguiente jugó también de titular con el filial, anotando un doblete ante la AD El Naranjo. Paula disputó un total de 249 minutos con el primer equipo, distribuidos en ocho partidos. Con el filial sumó un total de 14 dianas. Finalmente tanto el equipo sénior como el filial no pudieron conseguir la permanencia en sus respectivas categorías y ambos descendieron. A pesar de ello, cabe destacar que el club pacense se proclamó por tercera vez consecutiva campeón de la Copa FEXF Femenina.
En diciembre de 2017 es convocada por la Selección Extremeña Sub-18 para disputar la primera fase del Campeonato de España Sub-18 celebrado en Villafranca del Penedés; y en febrero de 2018 para jugar la segunda fase en Alcudia. El 22 de junio de 2018, en el último entrenamiento de la temporada, Paula se rompe el ligamento cruzado de la rodilla derecha, lo que le hizo perderse de principio a fin la campaña siguiente. El Santa Teresa quedó clasificado en lo alto de la tabla, proclamándose Campeón de Primera Federación, dedicando ese título a la delantera talayuelana. Finalmente, el equipo pacense no pudo conseguir el ascenso al caer derrotado ante el CD Tacón en la final de los playoffs.

### CD Badajoz
El 16 de julio de 2019, el CD Badajoz anunciaba la incorporación de Paula León. Tras más de año en el dique seco, la delantera se calzaba de nuevo las botas. Consiguieron llegar hasta semifinales de la Copa FEXF Femenina, cayendo derrotadas ante su ex-equipo, Santa Teresa Club Deportivo. En cuanto a la competición liguera, a pesar de jugar la mitad del campeonato, logró anotar 9 tantos. Finalmente quedaron clasificadas en tercera posición en liga a seis puntos del Real Betis B, cuando aún quedaban siete encuentros por disputarse debido a la COVID-19.
Recuperada totalmente de su lesión, Paula se consagró en el conjunto pacense en 2021, pues fue la máxima goleadora de su equipo, tras anotar un total de 14 goles, que les permitieron quedar clasificadas a sólo tres puntos del Real Betis B, quien de nuevo se alzó con el trofeo de campeón del Grupo 4 de la Primera Nacional Femenina.

### Club Atlético de Madrid
El 22 de julio de 2021 se oficializaba su fichaje por el Club Atlético de Madrid. La jugadora talayuelana disputó la temporada con el equipo C en el Grupo 5 de la Primera Nacional Femenina, donde lograron un estupendo cuarto puesto, a sólo siete puntos del líder, el Real Madrid CF B. Paula consiguió anotar 14 goles, la misma cifra que la temporada anterior, convirtiéndose esta vez en la segunda máxima goleadora del campeonato. Su gran campaña fue recompensada al debutar con el equipo B en un partido de Primera Federación, el cual se celebró el día 20 de marzo de 2022, en el Estadio de Lezama ante el Athletic Club B. En el mes de mayo de 2022 disputaron la Copa RFFM Femenina. Tras superar al CF Pozuelo de Alarcón, CFF Olympia Las Rozas y al Madrid CFF B, perdieron la final ante el Torrelodones CF por un gol a tres.
En el verano de 2022 la entidad rojiblanca comunicó la incorporación de Paula León al segundo equipo. Jugó 19 partidos en la recién creada Segunda Federación Femenina y fue la máxima anotadora de su equipo con 7 tantos. Tras ganar en la penúltima jornada al CE Europa por la mínima, se proclamaron campeonas de liga, lo que supuso el ascenso a Primera Federación Femenina.

### Madrid Club Club de Fútbol
En el mercado veraniego de 2023, el Madrid CF B anunciaba el fichaje de la extremeña. Tras disputar dos partidos con el filial blanco, fue convocada por el primer equipo, redebutando en la Primera División con dos goles en el descuento frente a la SD Eibar. El 22 de octubre de 2023, en el partido que las enfrentó a la UD Tenerife, Paula se rompe, de nuevo, el ligamento cruzado, esta vez de la rodilla izquierda.

## Clubes
| Club                    | País   | Temporada         |
| ----------------------- | ------ | ----------------- |
| CF Femenino Cáceres     | España | 2014 - 2017       |
| Santa Teresa CD         | España | 2017 - 2019       |
| CD Badajoz              | España | 2019 - 2021       |
| Club Atlético de Madrid | España | 2021 - 2023       |
| Madrid CF B             | España | 2023 - Actualidad |

## Palmarés

### Títulos
| Título                          | Club                       | País   | Año  |
| ------------------------------- | -------------------------- | ------ | ---- |
| V Women's Cup Ciudad de Badajoz | Selección Extremeña Sub-14 | España | 2015 |
| Primera División de Extremadura | CFF Cáceres Atlético       | España | 2016 |
| Copa FEXF Femenina              | Santa Teresa CD            | España | 2018 |
| Primera Federación              | Santa Teresa CD            | España | 2019 |
| Segunda Federación              | Club Atlético de Madrid B  | España | 2023 |

### Distinciones individuales
| Distinción                                       | Año  |
| ------------------------------------------------ | ---- |
| Máxima goleadora del Campeonato de España Sub-12 | 2013 |